# Tire le coyote
Benoit Pinette, dit Tire le coyote, né en 1981 à Sherbrooke, est un auteur-compositeur-interprète québécois. Tire le coyote fait de la musique folk-country.

## Biographie
Benoit Pinette était dans sa jeunesse un joueur de baseball de bon niveau, évoluant pour les Bombardiers de Sherbrooke de la Ligue de baseball junior élite du Québec avant d'abandonner ce sport à 18 ans.
Par la suite, il fonde le groupe Fono Jône qui participe aux Francouvertes et aux FrancoFolies de Montréal avant de se séparer.
Résidant à Québec depuis environ 1999, il adopte le nom d'artiste Tire le coyote en 2008. L'année suivante paraît son premier album, intitulé EP. Il obtient un gros succès populaire avec son album Désherbage, sorti en 2017. La tournée éponyme sera riche de 160 concerts au Québec et en Europe. En janvier 2021, Benoit Pinette publie son premier livre, un recueil de poésie intitulé La mémoire est une corde de bois d’allumage, qui paraît aux éditions La Peuplade.
Le temps d'arrêt imposé par la pandémie coïncide avec l'installation de Benoît Pinette à Saint-Elie de Caxton. C'est l'occasion pour lui d'enregistrer un mini-album de reprises avec Jeannot Bournival, un collaborateur de Fred Pellerin. En octobre 2023, il lance un album instrumental avec son projet Demain Déluge, une collaboration avec Marc-André Landry. 
Le 5 avril 2024, il lance la chanson La Liberté (c'est de suivre le plan), un premier extrait de son album Dynastie à paraître le 27 septembre 2024.
Sa rencontre avec Robert Lalonde est également décisive, ils correspondent d'abord, puis écrivent des chansons ensemble.

## Récompenses
Prix GAMIQ 2015
- Album folk de l'année  (Panorama)
- Meilleur vidéoclip (Ma révolution tranquille)

SPACQ 2018 : Prix Luc Plamondon - Parolier de l'année
Gala de l’ADISQ 2018: Album de l’année – Folk (Désherbage)
Prix Gémeaux 2019 : Meilleur thème musical - Toutes catégories (Demain des hommes)